# Beckenendlage

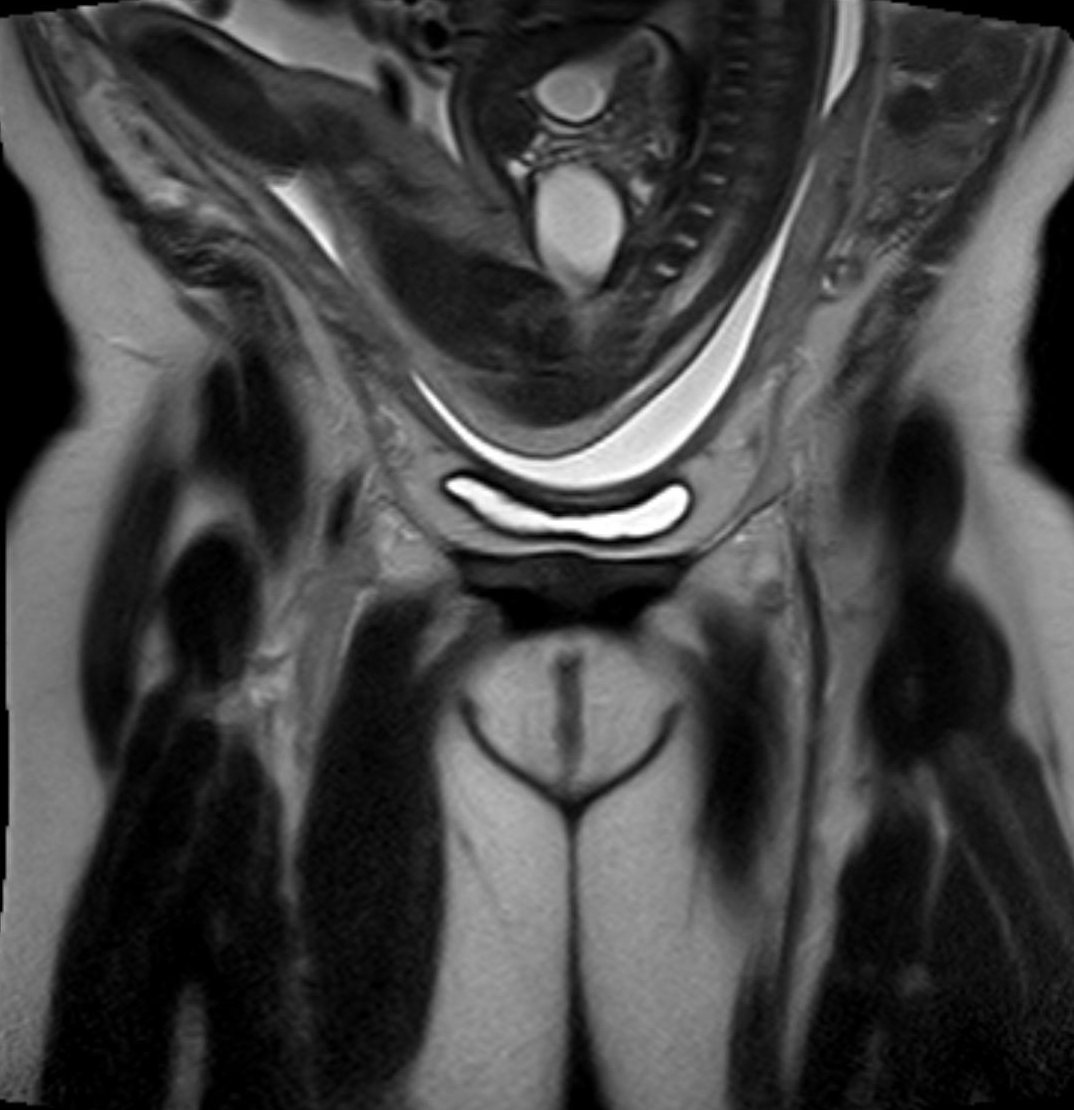
Beckenendlage in der Magnetresonanztomographie

Die Beckenendlage (BEL) ist eine Regelwidrigkeit (Abweichung von der Norm) der Kindslage (Poleinstellung) vor einer Geburt, bei der nicht der Kopf, sondern das Beckenende des ungeborenen Kindes vorangeht. Dabei befindet sich der Kopf des Kindes am Fundus uteri, der Gebärmutterkuppe (oberer Rand der Gebärmutter); das Kind liegt im Mutterleib also mit dem Kopf nach „oben“. Der führende Teil ist der Steiß – daher spricht man von einer Steißgeburt.
Bei der Beckenendlage unterscheidet man je nach der variablen Haltung der unteren Extremitäten zwischen der reinen Steißlage (beide Beine hochgeschlagen) mit 66 % die häufigste Form, der kompletten Steiß-Fuß-Lage (beide Beine angehockt) und gemischten Formen (nur ein Bein hochgeschlagen, Knielagen, Fußlagen).

## Häufigkeit
Die Häufigkeit der Beckenendlage bei allen ausgetragenen Schwangerschaften liegt bei 3–5 %, während sich in der 21–24. Schwangerschaftswoche noch etwa ein Drittel der Kinder in Beckenendlage befindet. Früher wurde die Häufigkeit mit 3 % angegeben, der zunehmende Anteil von Früh- und Mehrlingsgeburten hat aber wesentlich zur Erhöhung der Beckenendlagenhäufigkeit beigetragen.

## Ursachen
In etwa 50 % der Fälle kann die Ursache für eine Beckenendlage nicht sicher erkannt werden. Bei über 50 % der Beckenendlagen ist die Mutter erstgebärend, teilweise ist auch eine familiäre Häufung zu beobachten. In einer norwegischen Studie konnte ein genetischer Zusammenhang gezeigt werden: Männer und Frauen, die selbst als Beckenendlage zur Welt gekommen waren, hatten mehr als doppelt so häufig (genau 2,3 mal so oft) selbst ein Beckenendlagenkind im Vergleich zu Eltern, die selbst als Schädellage zur Welt kamen.
Mögliche kindliche Faktoren für eine Beckenendlage sind Frühgeburtlichkeit, Mehrlingsschwangerschaften, zu viel oder zu wenig Fruchtwasser, Missbildungen (z. B. Spina bifida), Abweichungen von der regelrechten Kopfform, fehlende Eigenspannung (z. B. bei einem intrauterinen Fruchttod) oder bei Nabelschnurumschlingung bzw. einer zu kurzen Nabelschnur, tiefer Sitz der Plazenta, Fehllage der Plazenta (Placenta praevia).
Mögliche mütterliche Faktoren für eine Beckenendlage sind unter anderem bestimmte Formen des Beckens, Genital- und Beckentumore oder Fehlbildungen der Gebärmutter.

## Therapie
Um das Kind in die für die Geburt günstigste Position (Schädellage) zu bringen, sollten die Eltern auf die Möglichkeit der äußeren Wendung hingewiesen werden, die ab der 36. Schwangerschaftswoche möglich ist. Hierbei wird durch einen Geburtshelfer der Fetus durch Druck von außen aus der Beckenendlage in die Schädellage gedreht. Das Vorgehen hat aber folgende Risiken: Nabelschnurkomplikationen, vorzeitige Plazentalösung, fetomaternale Transfusion, vaginale Blutungen, antenataler intrauteriner Fruchttod. Als weitere Methoden, deren Wirksamkeit jedoch nicht belegt sind, werden Moxibustion, Akupunktur oder besondere Körperhaltungen genannt.

## Die Beckenendlagengeburt
Die Indikation zur primären Schnittentbindung, dem Kaiserschnitt, bei Beckenendlagen wird kontrovers diskutiert. Eine Spontangeburt ist grundsätzlich möglich, sollte aber von Geburtshelfern begleitet werden.

### Geburtsweg
Bei der Entscheidung des Geburtswegs (Schnittentbindung oder Geburt durch den Geburtskanal) werden verschiedene Faktoren berücksichtigt.
Für eine vaginale Geburt sprechen folgende Kriterien: die einfache Steißlage, Schwangerschaftsalter von mehr als 34 Wochen, keine Indikationen für eine Schnittentbindung wegen anderer Erkrankungen der Mutter oder des Kindes, Beckenmaße im Bereich des Normalen, Mehrgebärende, die Mutter hat bereits ein Kind aus Beckenendlage geboren und vorausgegangene Geburten mit höherem Geburtsgewicht als das geschätzte jetzige Gewicht.
Gegen eine vaginale Geburt sprechen folgende Kriterien: geschätztes Geburtsgewicht über 3.500 g, gestreckte Kopfhaltung des Kindes, hohes Alter bei Erstgebärenden, vorzeitiger Blasensprung, protrahierte (verzögerte) Eröffnungs- und Austreibungsperiode, pathologische Herzfrequenzmuster, Zustand nach Schnittentbindung oder Gebärmutteroperationen, Schwangerschaftserkrankungen (z. B. Gestose), kindliche Wachstumsretardierung, Plazentainsuffizienz oder Übertragung.

### Komplikationen
Bei der spontanen Beckenendlagengeburt wird vor allem eine Gefährdung des Kindes befürchtet. Das mütterliche Risiko ist bei einer Schnittentbindung höher. Befürchtet werden vor allem eine hypoxische Gefährdung (Sauerstoffunterversorgung) des Kindes, da die Nabelschnur häufiger und früher als bei der Schädellage komprimiert wird und es häufiger zu Nabelschnurvorfällen kommt, und kindliche Geburtsverletzungen des Skelettsystems und des peripheren Nervensystems (Oberarm- und Klavikulafrakturen, Erb-Duchenne-Lähmung). Unter der Geburt befürchten die Geburtshelfer vor allem das Hochschlagen der Arme, da dadurch die Geburt des Kopfes behindert wird und die Arme erst manuell gelöst werden müssen; die zuvor genannten Komplikationen können als Folgen einer Armlösung eintreten.
Bei 50–70 % der Kinder, die in Beckenendlage geboren werden, entwickelt sich außerdem ein muskulärer Schiefhals (Torticollis).
Einen großen Einfluss auf das „Fetal outcome“ hat die Erfahrung und das praktisch-technische Können des Geburtshelfers.

### Spontangeburt
Die Geburtsleitung bei der vaginal angestrebten Beckenendlagengeburt ist konservativ, d. h., auf invasive Verfahren wie beispielsweise die Amniotomie (Eröffnung der Fruchtblase) wird verzichtet. Der Geburtshelfer wird erst aktiv nach Geburt des Rumpfes. Der Austritt des Kopfes kann durch unterstützende Handgriffe wie den nach Veit-Smellie und den Bracht-Handgriff beschleunigt werden, um die mögliche Unterversorgung des Kindes möglichst kurz zu halten.
Bei einer Geburt im Vierfüßlerstand entwickelt das Kind sich ohne fremde Hilfe; in der Regel muss kein unterstützender Handgriff angewendet werden. Daher ist bei spontanen Beckenendlagengeburten diese mütterliche Gebärposition besonders zu empfehlen.

## Sonstiges
Geburt aus Beckenendlage zählt zu den Risikofaktoren einer Hüftdysplasie des Neugeborenen und für das Auftreten einer Amyoplasie.